# Sphenorhina coronata
Sphenorhina coronata är en insektsart som beskrevs av Victor Lallemand 1938. Sphenorhina coronata ingår i släktet Sphenorhina och familjen spottstritar. Inga underarter finns listade i Catalogue of Life.